# اودیل دک
اودیل دک (متولد ۱۹۵۵ در لاوال، فرانسه) معمار، شهرساز و استاد دانشگاه اهل فرانسه است. او بنیانگذار شرکت فعال در پاریس، استودیو اودیل دک و دانشکده معماری، مؤسسه Confluence است. دک به خاطر ظاهر و استایل گوت منحصربه‌فرد و خود توصیفی‌اش معروف است.

## تحصیلات
در دهه ۱۹۷۰، اودیل دک برای اولین بار وارد دانشکده معماری منطقه ای رن شد. استاد سال اول دانشکده به او گفت که هرگز معمار نخواهد شد زیرا روحیه مناسبی ندارد. او دو سال را در رن به پایان رساند، سپس به پاریس نقل مکان کرد که در لا ویلت (که قبلاً UP6 نامیده می‌شد) ثبت نام کرد. به دلیل انقلاب ۱۹۶۸، دک زمان زیادی را به جای کلاس و تحصیلات، در اعتصاب گذراند.